# Discografia de Lil Nas X
A discografia de Lil Nas X, um rapper americano, consiste em 1 álbum de estúdio, 2 extended plays (EPs), 16 singles e 1 mixtape.

## Álbuns

### Álbuns de estúdio
| Título  | Detalhes                                                                                           | Melhor posição | Melhor posição | Melhor posição | Melhor posição | Melhor posição | Melhor posição | Melhor posição | Melhor posição | Melhor posição | Melhor posição | Vendas | Certificações |
| Título  | Detalhes                                                                                           | EUA            | AUS            | AUT            | CAN            | DIN            | FRA            | IRL            | NZL            | SUE            | Reino Unido    | Vendas | Certificações |
| ------- | -------------------------------------------------------------------------------------------------- | -------------- | -------------- | -------------- | -------------- | -------------- | -------------- | -------------- | -------------- | -------------- | -------------- | ------ | ------------- |
| Montero | - Lançamento: 17 de setembro de 2021 - Gravadora: Columbia - Formatos: streaming, download digital | —              | —              | —              | —              | —              | —              | —              | —              | —              | —              |        |               |

## Extended plays(EPs)
| Título                                                                              | Detalhes                                                                                            | Melhor posição | Melhor posição | Melhor posição | Melhor posição | Melhor posição | Melhor posição | Melhor posição | Melhor posição | Melhor posição | Melhor posição | Vendas              | Certificações                                         |
| Título                                                                              | Detalhes                                                                                            | EUA            | AUS            | AUT            | CAN            | DIN            | FRA            | IRL            | NZL            | SUE            | Reino Unido    | Vendas              | Certificações                                         |
| ----------------------------------------------------------------------------------- | --------------------------------------------------------------------------------------------------- | -------------- | -------------- | -------------- | -------------- | -------------- | -------------- | -------------- | -------------- | -------------- | -------------- | ------------------- | ----------------------------------------------------- |
| October 31st                                                                        | - Lançamento: 16 de outubro de 2018 - Formatos: Download digital, streaming                         | —              | —              | —              | —              | —              | —              | —              | —              | —              | —              |                     |                                                       |
| 7                                                                                   | - Lançamento: 21 de junho de 2019 - Gravadora: Columbia - Formatos: CD, download digital, streaming | 2              | 5              | 53             | 1              | 9              | 15             | 11             | 5              | 10             | 23             | - : 4,000 - : 1,000 | - : Platina - : Platina - : Platina - : Ouro - : Ouro |
| "—" denota os EPs que não entraram nas tabelas ou não foram lançados no território. | |                |                |                |                |                |                |                |                |                |                |                     |                                                       |

## Mixtapes
| Título   | Detalhes                                                                  |
| -------- | ------------------------------------------------------------------------- |
| Nasarati | - Lançamento: 24 de julho de 2019 - Formatos: Download digital, streaming |

## Singles
| Ano                                                                                  | Canção                                                 | Melhores posições nas tabelas | Melhores posições nas tabelas | Melhores posições nas tabelas | Melhores posições nas tabelas | Melhores posições nas tabelas | Melhores posições nas tabelas | Melhores posições nas tabelas | Melhores posições nas tabelas | Melhores posições nas tabelas | Melhores posições nas tabelas | Certificações                                                                                       | Álbum                         |
| Ano                                                                                  | Canção                                                 | EUA                           | EUA R&B /HH                   | AUS                           | CAN                           | DIN                           | IRL                           | NOR                           | NZL                           | SUE                           | Reino Unido                   | Certificações                                                                                       | Álbum                         |
| ------------------------------------------------------------------------------------ | ------------------------------------------------------ | ----------------------------- | ----------------------------- | ----------------------------- | ----------------------------- | ----------------------------- | ----------------------------- | ----------------------------- | ----------------------------- | ----------------------------- | ----------------------------- | --------------------------------------------------------------------------------------------------- | ----------------------------- |
| 2018                                                                                 | "Donald Trump"                                         | —                             | —                             | —                             | —                             | —                             | —                             | —                             | —                             | —                             | —                             | | Nasarati                      |
| 2018                                                                                 | "Thanos"                                               | —                             | —                             | —                             | —                             | —                             | —                             | —                             | —                             | —                             | —                             | | Nasarati                      |
| 2018                                                                                 | "Rookie"                                               | —                             | —                             | —                             | —                             | —                             | —                             | —                             | —                             | —                             | —                             | | October 31st                  |
| 2018                                                                                 | "Same Shit"                                            | —                             | —                             | —                             | —                             | —                             | —                             | —                             | —                             | —                             | —                             | | October 31st                  |
| 2018                                                                                 | "Rio De Janeiro"                                       | —                             | —                             | —                             | —                             | —                             | —                             | —                             | —                             | —                             | —                             | | October 31st                  |
| 2018                                                                                 | "Grab That!"                                           | —                             | —                             | —                             | —                             | —                             | —                             | —                             | —                             | —                             | —                             | | October 31st                  |
| 2018                                                                                 | "Old Town Road" (solo ou com part. de Billy Ray Cyrus) | 1                             | 1                             | 1                             | 1                             | 1                             | 1                             | 1                             | 1                             | 2                             | 1                             | - : Diamante - : 13× Platina - : 3× Platina - : 5× Platina - : Diamante - : 4× Platina - : Diamante | 7                             |
| 2019                                                                                 | "Banzup'"                                              | —                             | —                             | —                             | —                             | —                             | —                             | —                             | —                             | —                             | —                             | | Não adicionado à nenhum álbum |
| 2019                                                                                 | "Sonic Shit"                                           | —                             | —                             | —                             | —                             | —                             | —                             | —                             | —                             | —                             | —                             | | Nasarati                      |
| 2019                                                                                 | "Panini"                                               | 5                             | 2                             | 15                            | 8                             | 28                            | 18                            | 26                            | 14                            | 43                            | 21                            | - : 6× Platina - : 2× Platina - : Ouro - : Ouro - : 4× Platina - : Ouro - : Ouro                    | 7                             |
| 2020                                                                                 | "Rodeo" (com Cardi B ou Nas)                           | 22                            | 12                            | 72                            | 44                            | —                             | 35                            | —                             | —                             | 82                            | 55                            | - : 2× Platina - : Platina                                                                          | 7                             |
| 2020                                                                                 | "Holiday"                                              | 37                            | 12                            | 42                            | 27                            | —                             | 18                            | 10                            | —                             | 26                            | 23                            | - : Platina - : Prata - : Ouro                                                                      | Não adicionado à nenhum álbum |
| 2021                                                                                 | "Montero (Call Me by Your Name)"                       | 1                             | —                             | 1                             | 1                             | 2                             | 1                             | 1                             | 2                             | 2                             | 1                             | - : 3× Platina - : Platina - : Platina - : Ouro - : Platina                                         | Montero                       |
| 2021                                                                                 | "Sun Goes Down"                                        | 66                            | —                             | 82                            | 41                            | —                             | 35                            | —                             | —                             | 85                            | 42                            | | Montero                       |
| 2021                                                                                 | "Industry Baby" (com Jack Harlow)                      | 2                             | 1                             | 5                             | 3                             | 4                             | 7                             | 3                             | 3                             | 5                             | 11                            | - : Platina                                                                                         | Montero                       |
| 2021                                                                                 | "That’s What I Want"                                   | —                             | —                             | —                             | —                             | —                             | —                             | —                             | —                             | —                             | —                             | | Montero                       |
| 2022                                                                                 | "Star Walkin' (League of Legends Worlds Anthem)"       | 32                            | 21                            | 17                            | 32                            | 53                            | 27                            | 38                            | 27                            | 29                            | 40                            | | ASA                           |
| "—" denota canções que não entraram nas tabelas ou não foram lançados no território. |                                                        |                               |                               |                               |                               |                               |                               |                               |                               |                               |                               | |                               |

## Outras canções que entraram nas tabelas
| Ano                                                                                  | Canção                                    | Melhores posições nas tabelas | Melhores posições nas tabelas | Melhores posições nas tabelas | Melhores posições nas tabelas | Álbum |
| Ano                                                                                  | Canção                                    | EUA Bub.                      | EUA RS                        | EUA Rock                      | NZL Hot                       | Álbum |
| ------------------------------------------------------------------------------------ | ----------------------------------------- | ----------------------------- | ----------------------------- | ----------------------------- | ----------------------------- | ----- |
| 2019                                                                                 | "F9mily (You & Me)" (com Travis Barker)   | —                             | 97                            | 6                             | 34                            | 7     |
| 2019                                                                                 | "Kick It"                                 | —                             | —                             | —                             | 33                            | 7     |
| 2019                                                                                 | "Bring U Down" (com part. de Ryan Tedder) | —                             | —                             | 7                             | —                             | 7     |
| 2019                                                                                 | "C7osure (You Like)"                      | 14                            | —                             | —                             | 27                            | 7     |
| "—" denota canções que não entraram nas tabelas ou não foram lançados no território. |                                           |                               |                               |                               |                               |       |